# 山本信哉
山本 信哉（やまもと のぶき、明治6年〈1873年〉7月19日 - 昭和19年〈1944年〉12月18日）は、日本の歴史学者、神道学者。東京帝国大学史料編纂所史料編纂官。
元奈良国立博物館館長・山本信吉の父。

## 来歴
- 明治06年（1873年） - 愛媛県宇和郡立間村（現在の宇和島市）に生まれる[1]。旧姓：森[1]。
- 明治28年（1895年） - 國學院本科を卒業[1]。
- 明治29年（1896年） - 『古事類苑』編纂に従事（ - 大正3年（1914年））[1]。
- 大正02年（1913年） - 東京帝国大学史料編纂掛史料編纂官補[1]。
- 大正10年（1921年） - 國學院大學教授を兼任[1]。
- 大正12年（1923年） - 東京帝国大学から文学博士の学位を取得[1]。
- 大正14年（1925年） - 東京帝国大学史料編纂所史料編纂官となり[1]、『大日本史料』第1編を担当。
- 昭和08年（1933年）- 東京帝国大学講師（ - 昭和10年（1935年））
- 昭和11年（1936年） - 東大を退官。その後は帝国学士院の『帝室制度史』編纂に従事した。

## 著書
- 『神道叢説』国書刊行会、明治44年（1911年）
- 『惟神の出典と其の新解釈』昭和8年（1933年）
- 『民間の儀式』雄山閣、昭和10年（1935年）
- 『神道要典』博文館、昭和17年（1942年）
- 『神道綱要』明世堂、昭和17年（1942年）